# Iglesia de San Juan Evangelista (Huarte)
La iglesia de San Juan Evangelista, o de San Juan Evangelista y San Esteban Protomártir, es un templo católico situado en la villa de Huarte (Navarra), muy cerca de Pamplona.

## Historia
Anteriormente, en el monte Miravalles, existió un monasterio bajo la advocación de San Esteban donado en el año 1090 por doña Toda de Huarte al Monasterio de Leyre. Su antigua iglesia fue abandonada a principios del siglo XVIII y posteriormente derribada, construyéndose el templo actual, dedicado San Juan Evangelista y a San Esteban, a finales del siglo XVII o principios del XVIII. En 1900 se añadé el actual pórtico. Esta nueva iglesia recibió todo el ajuar litúrgico de la antigua.

## Descripción

### Exterior
Situado en el centro de la villa, el edificio actual es de estilo barroco «con el característico juego de volumenes en el exterior y un interior espacioso y unitario». Se distingue un campanario a los pies, sobre una base y linterna octogonal moderna junto a un pórtico corrido, fabricado con ladrillo, que rodea tres cuartas partes del exterior de la parroquia.

### Interior
Presenta una solución con una planta de cruz latina, de tres naves donde en la nave central se distinguen tres tramos mientras que en las laterales presentan solo dos. Ello es debido a la presencia del coro, del crucero y de una cabecera recta. La nave central queda separada de las laterales mediante pilares sostenidos por arcos de medio punto. Está cubierta con una bóveda de lunetos mientras que las laterales muestran bóvedas de arista salvo la capilla de la Sagrada Familia que está rematada con una cúpula gallonada sobre pechinas y tambor ovalado dividido en ocho paños. Por otro lado, sobre el crucero hay una cúpula de media naranja sin tambor sobre pechinas. 

## Galería

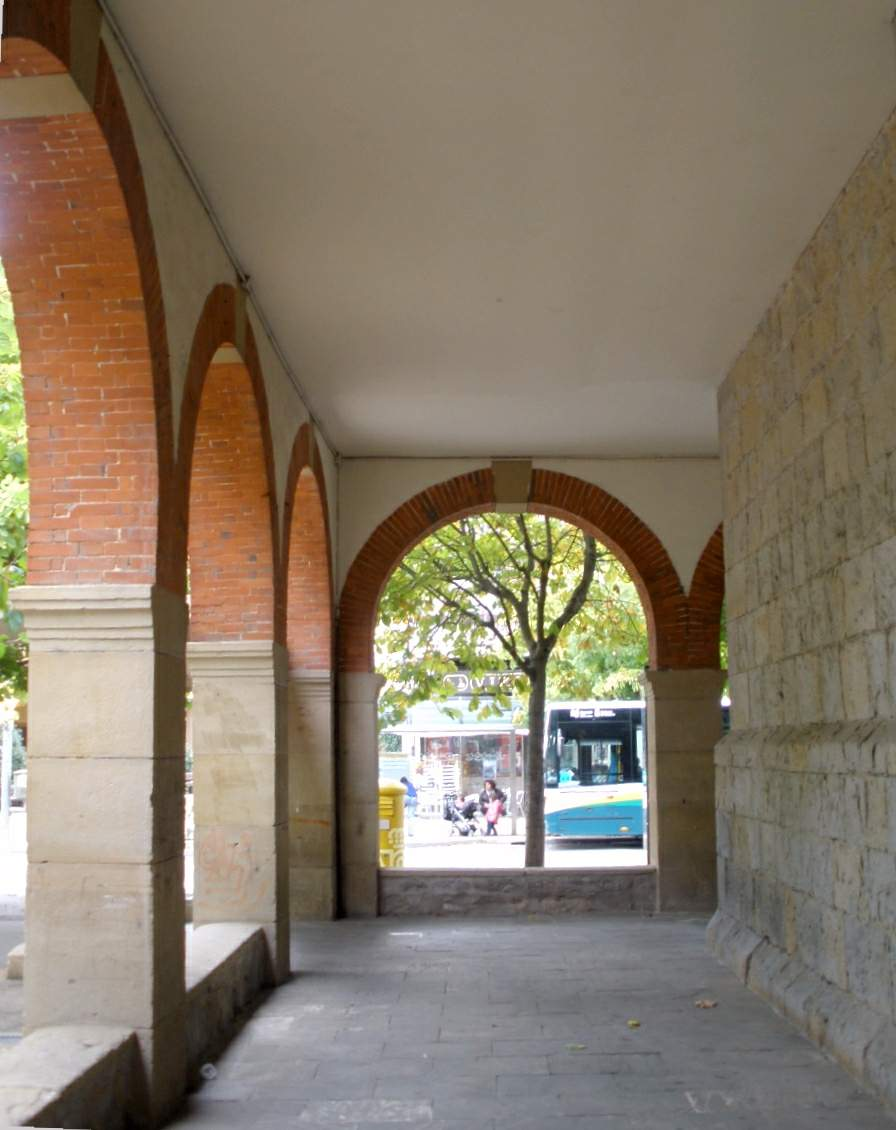
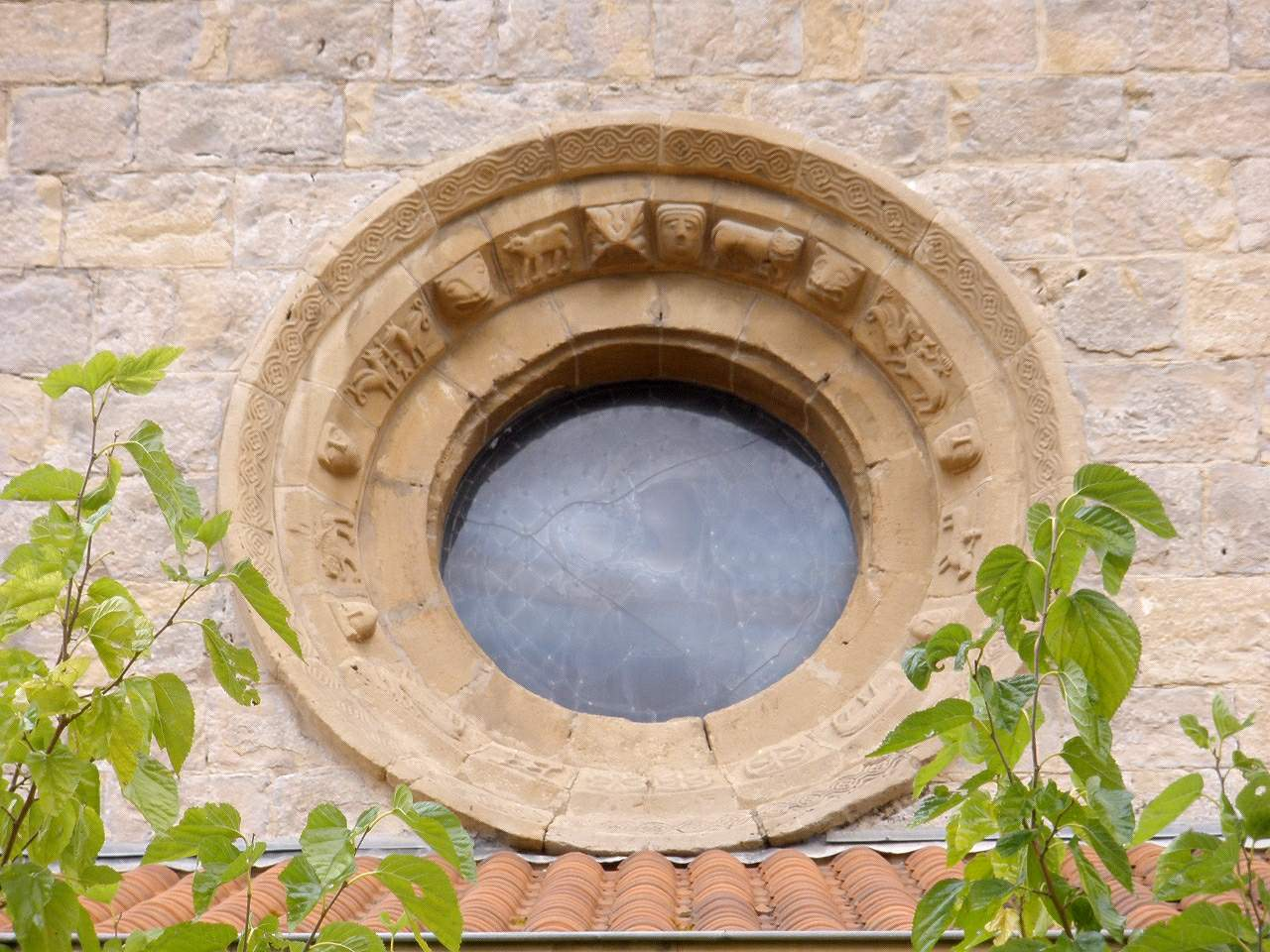
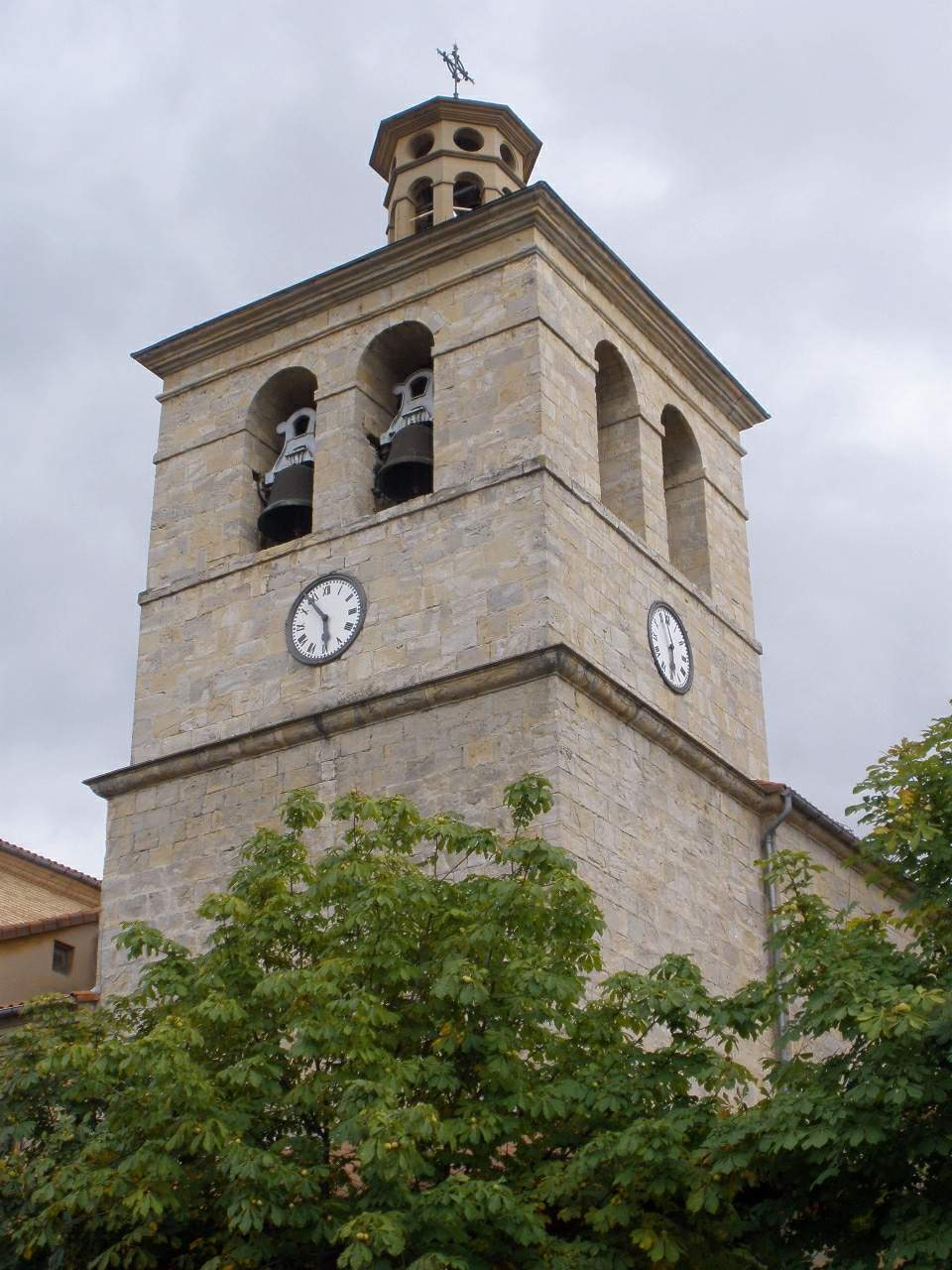
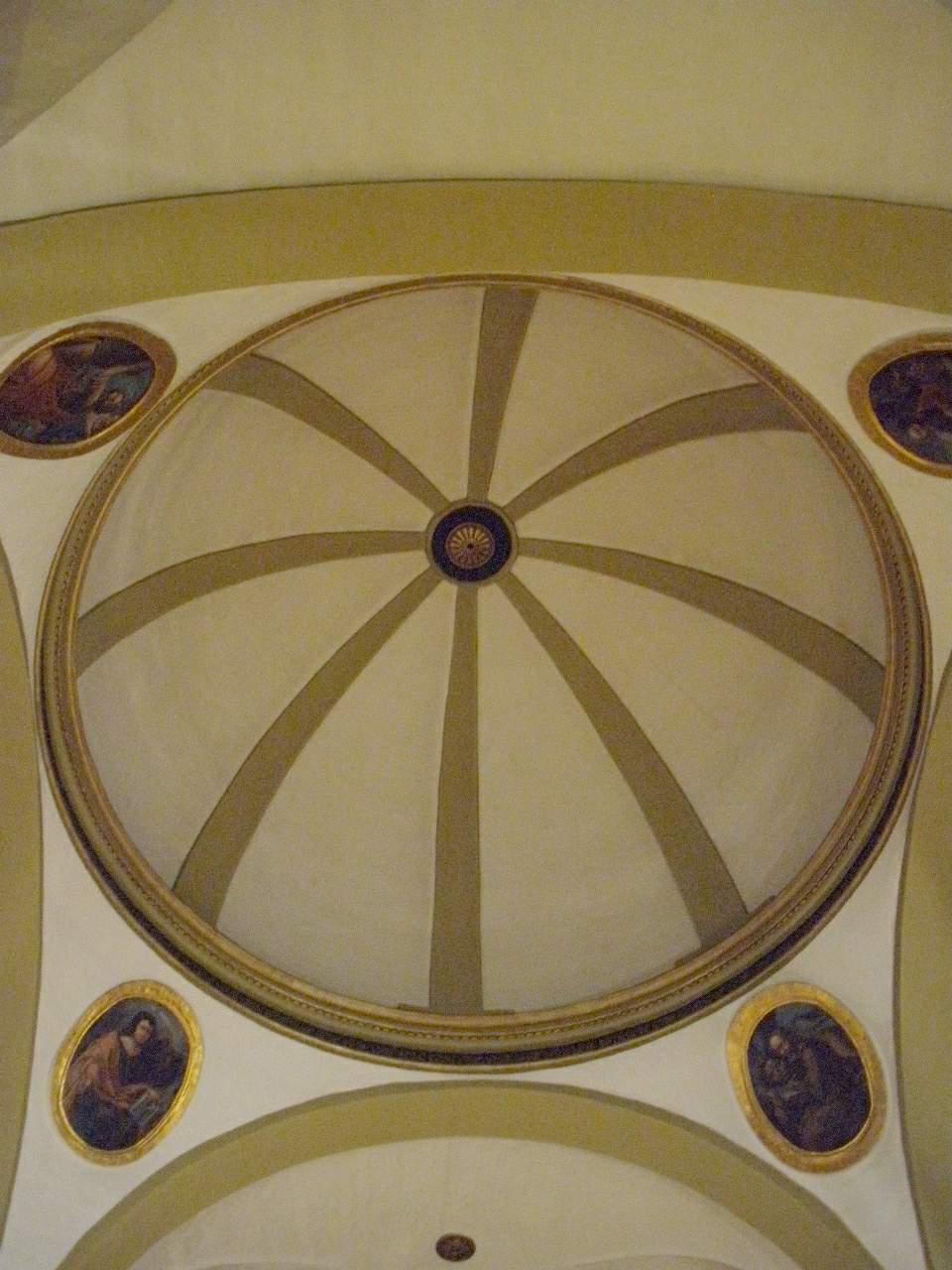
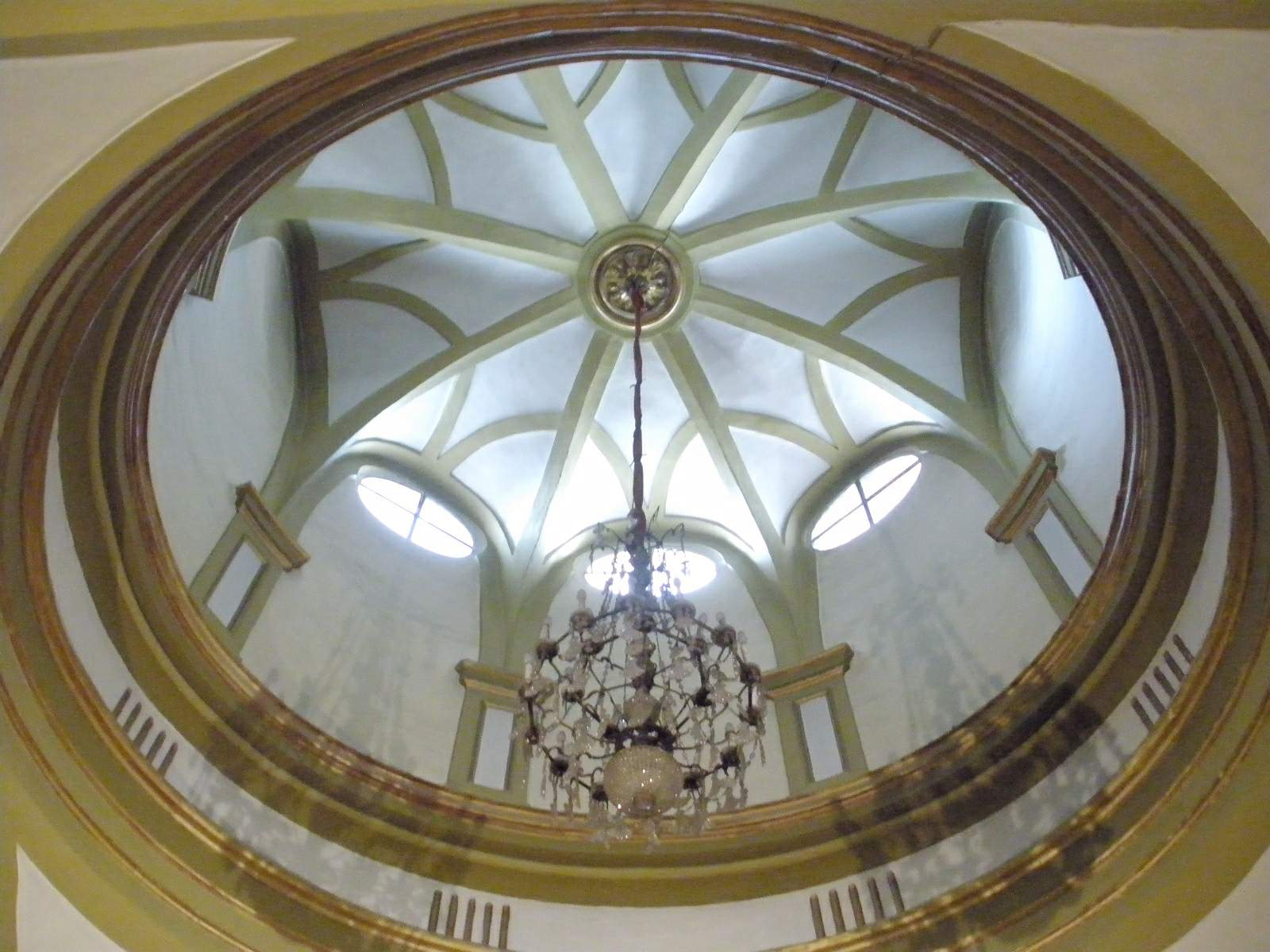
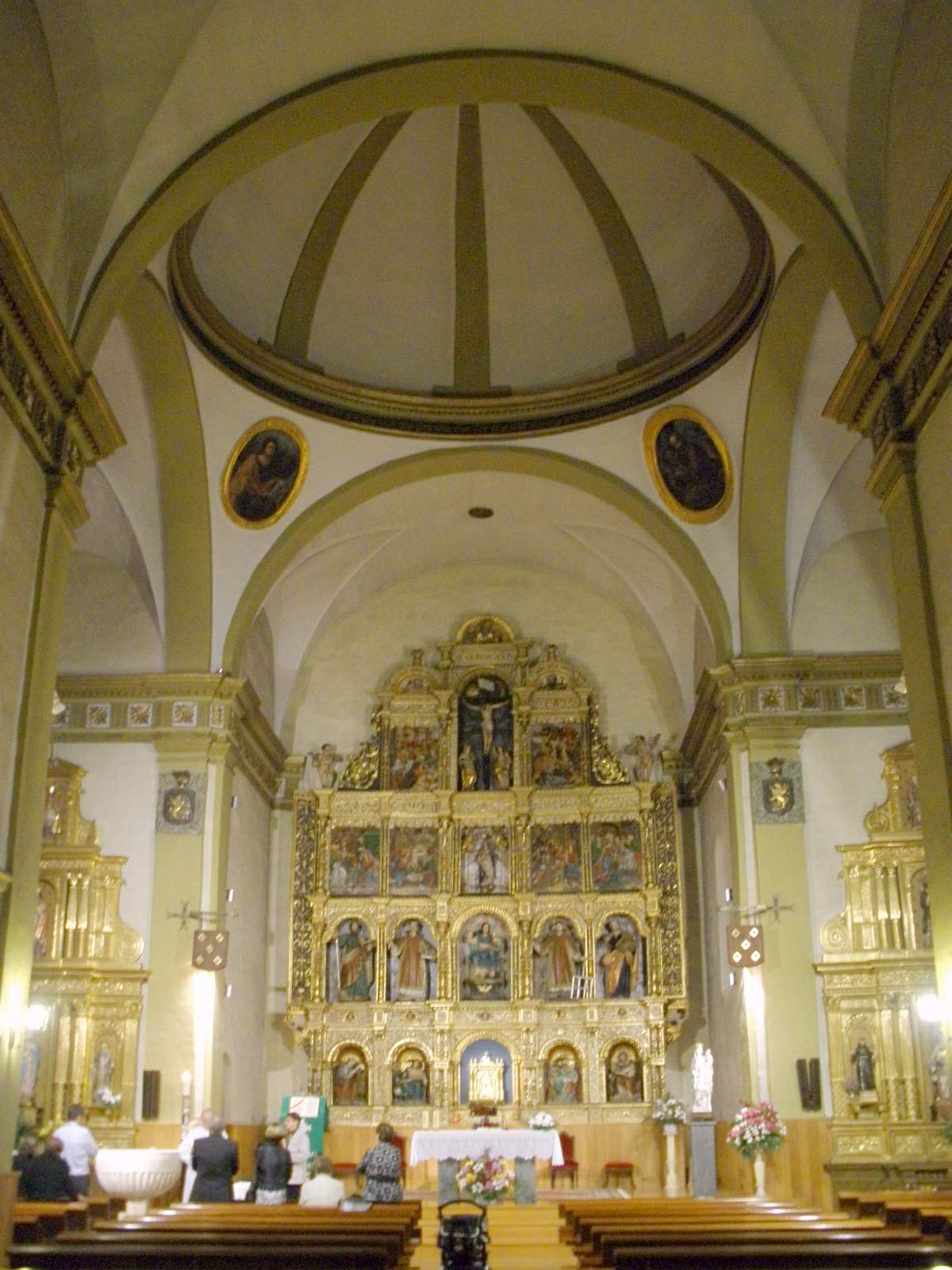
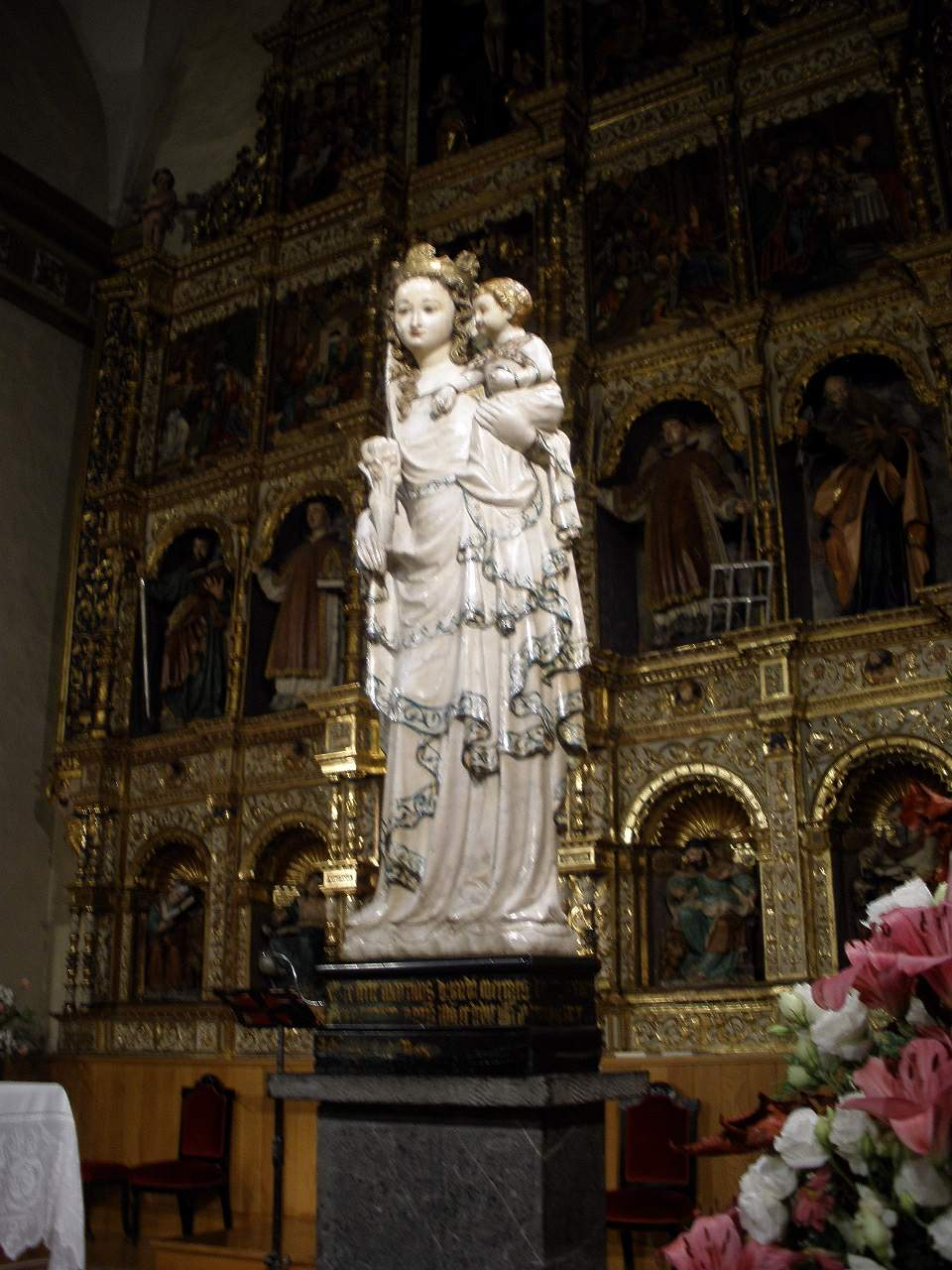